# Genilac
Genilac es una comuna francesa, situada en el departamento de Loira, de la región de Auvernia-Ródano-Alpes.

## Geografía
Está ubicada en el valle del río Gier, a 20 km al noreste de Saint-Étienne. 

## Historia
Genilac se formó en 1972 por la unión de las comunas de Saint-Genis-Terrenoire (Geni) et La Cula (lac).

## Demografía
| 2 533 | 2 608 | 2 860 | 3 104 | 3 563 | 3 763 | 3 896 |
| Para los censos de 1962 a 1999 la población legal corresponde a la población sin duplicidades (Fuente: INSEE [Consultar]) |       |       |       |       |       |       |